# Die Entführung der Agata
Die Entführung der Agata ist ein polnischer Spielfilm aus dem Jahr 1993.

## Handlung
Der Film spielt in Polen Anfang der 1990er Jahre und ist die satirische Aufarbeitung eines authentischen Falles. Agata ist die 16-jährige Tochter eines wichtigen polnischen Politikers, die sich auf den ersten Blick in den gerade aus dem Gefängnis geflohenen Cygan Guglhör verliebt. Sie konfrontieren die Eltern Agatas mit dem Wunsch sofort zu heiraten, was die Eltern nicht gerade begeistert.
Während Agatas Geburtstagsfeier in einer Diskothek flieht das Liebespaar, woraus Agatas Vater einen Entführungsfall macht. Mit all seiner politischen Macht und der Unterstützung eines befreundeten Ministers versucht der Vater über die Medien und mit der Polizei das Mädchen zurück zur Familie zu bringen. Zunächst versucht der Vater Agata in der Psychiatrie unterzubringen.
Dieser Versuch scheitert. Die Familie versucht Agata zu Haus einzusperren. Aber auch aus diesem Gefängnis befreit Cygan seine junge Freundin. Für 12 Uhr des gleichen Tages ist die Hochzeit angesetzt, doch die Polizei ist dem Paar auf der Spur und erschießt letztendlich Cygan.

## Hintergrund
Der Film wirft ein satirisches Bild auf das Polen der Nachwendezeit mit bitter-witzigen Nebengeschichten. Auf der Flucht aus dem Gefängnis bringt Cygan ein Polizeimotorrad samt Uniform an sich und beschafft sich durch Mandate das nötige Geld für seine Flucht. Viele Nebenrollen sind mit populären Darstellern besetzt. Cezary Pazura spielt zum Beispiel den um Uniform und Motorrad bestohlenen Polizisten.
Simple Situationen wie das Fragen nach einem Weg in einer Kleinstadt enden in Konfusion, da nach der Wende viele Straßen von ursprünglich kommunistischen in nun katholische Bezeichnungen umbenannt wurden. Polizisten protestieren gegen unhaltbare Zustände im Land mit einem Hungerstreik. Einen der hungerstreikenden Polizisten spielt der beleibte Moderator und Kabarettist Wojciech Mann. Im Wesentlichen beschreibt der Film die neu entstehende politisch führende Klasse, die eher um ihre eigenen Vorteile bemüht, denn um das Wohl der Gesellschaft.
Der Film ist durch die Geschichte von Monika Kern, der Tochter von Andrzej Kern (1991 bis 1993 Vizemarschall des Sejm), inspiriert.

## Kritiken
- Lexikon des internationalen Films: Satire auf die gesellschaftlichen Verhältnisse in Polen, die sich zwar an der Oberfläche geändert haben, deren Strukturen jedoch noch die alten Herrschaftsmechanismen erkennen lassen.[2]